# 文屋朝康
文屋 朝康（ふんや の あさやす）は、平安時代前期の官人・歌人。縫殿助・文屋康秀の子。官位は従六位下・大膳少進。

## 経歴
寛平4年（892年）駿河掾、延喜2年（902年）大舎人大允のほか、大膳少進を歴任した。
「寛平御時后宮歌合」「是貞親王家歌合」の作者として出詠するなど、『古今和歌集』成立直前の歌壇で活躍した。しかし、勅撰和歌集には『古今和歌集』に1首と『後撰和歌集』に2首が入集しているに過ぎない。
- 小倉百人一首
  - 37番　白露に　風の吹きしく　秋の野は　つらぬきとめぬ　玉ぞ散りける（『後撰和歌集』秋中308）

## 官歴
注記のないものは『古今和歌集目録』による。
- 寛平4年（892年） 正月23日：駿河掾
- 延喜2年（902年） 2月23日：大舎人大允
- 時期不詳：大膳少進[1]